# Харчова алергія
Харчова алергія — стан підвищеної чутливості організму до харчових продуктів, що характеризується розвитком побічних реакцій, обумовлених участю імунних механізмів.
Білок в їжі є найбільш поширеним алергічним компонентом. Найчастіше, вона викликається попаданням в кров деяких білків або поліпептидів їжі. Ці види алергії виникають, коли імунна система організму помилково ідентифікує білок як шкідливий.
Якщо білковмісний продукт споживають повторно, антитіла вже є у крові й імунна система негайно реагує, виділяючи гістамін та деякі інші сполуки, що викликають алергічні симптоми.

## Етіологія
Харчові алергії можуть бути викликані будь-якими продуктами харчування чи речовинами, що містяться в харчових продуктах, або утвореними при їх кулінарній обробці або тривалому зберіганні. Найвираженішою алергенною активністю володіють продукти білкового походження, що містять тваринні й рослинні білки, рідше — поліпептиди, гаптени, які з'єднуються з білками їжі. Вуглеводи, жири, мікро- й макроелементи частіше спричиняють псевдоалергійні реакції.

## Діагностика
Найнадійнішим способом довести наявність алергії на певний харчовий продукт є проведення провокаційної проби. Для цього за 1 тиждень перед початком проведення провокаційної проби мають бути відмінені антилейкотрієнові препарати, за 12-36 годин мають бути відмінені β-міметики, а саме проведення процедури має здійснюватися алергологами в умовах лікарні оскільки є небезпека виникнення анафілактичної реакції. Відкриту провокаційну пробу використовують, щоб виключити або підтвердити наявність реакції на певний алерген (харчовий продукт), просту сліпу провокаційну пробу — для підтвердження наявності об'єктивних симптомів. Золотим діагностичним стандартом уважають подвійну сліпу провокаційну пробу.